# Chumstick
Chumstick az Amerikai Egyesült Államok északnyugati részén, Washington állam Chelan megyéjében elhelyezkedő önkormányzat nélküli település.